# H. Henry Powers

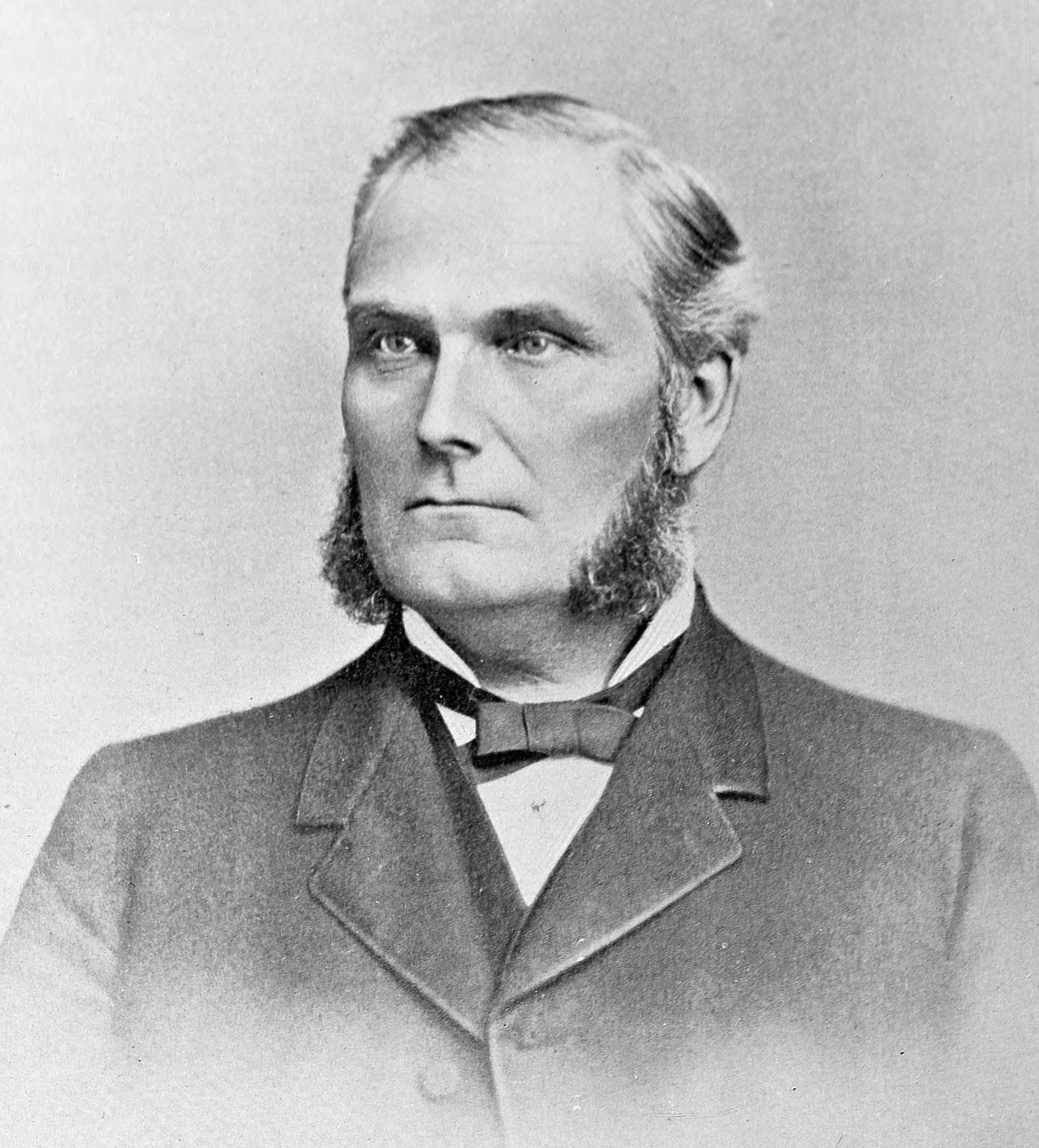
H. Henry Powers

Horace Henry Powers (* 29. Mai 1835 in Morristown, Vermont; † 8. Dezember 1913 in Morrisville, Vermont) war ein US-amerikanischer Jurist und Politiker. Zwischen 1891 und 1901 vertrat er den ersten Wahlbezirk des Bundesstaates Vermont im US-Repräsentantenhaus.

## Werdegang
Henry Powers besuchte zunächst die Peoples Academy und studierte danach bis 1855 an der University of Vermont in Burlington. Nach einem Jurastudium und seiner im Jahr 1858 erfolgten Zulassung als Rechtsanwalt begann er zwischen 1859 und 1862 in Hyde Park in seinem neuen Beruf zu arbeiten.
Powers war Mitglied der Republikanischen Partei. Im Jahr 1858 war er Abgeordneter im Repräsentantenhaus von Vermont. In den Jahren 1861 und 1862 amtierte er als Staatsanwalt im Lamoille County. Im Jahr 1869 war er Mitglied in einem Gutachterausschuss (Council of Censors) und im Jahr 1870 gehörte er zu einer Kommission, die die Staatsverfassung von Vermont überarbeitete. Zwischen 1872 und 1873 saß Powers im Staatssenat und 1874 wurde er nochmals in das Repräsentantenhaus von Vermont gewählt, wo er Präsident des Hauses wurde. Zwischen Dezember 1874 und Dezember 1890 war Powers Richter am Vermont Supreme Court. Ab 1883 war er auch Kurator der University of Vermont. Dieses Amt sollte er bis zu seinem Tod bekleiden. 1892 nahm er als Delegierter an der Republican National Convention in Minneapolis teil.
Bei den Kongresswahlen des Jahres 1890 wurde Henry Powers im ersten Distrikt von Vermont in das US-Repräsentantenhaus in Washington, D.C. gewählt, wo er am 4. März 1891 die Nachfolge von John Wolcott Stewart antrat. Nachdem er in den folgenden Wahlen jeweils in seinem Mandat bestätigt wurde, konnte Powers bis zum 3. März 1901 insgesamt fünf Legislaturperioden im Kongress absolvieren. Ab 1895 war er Vorsitzender des Ausschusses, der sich mit den Eisenbahnen im Westen der Vereinigten Staaten befasste (Committee on Pacific Railroads). Für die Wahlen des Jahres 1900 wurde Powers von seiner Partei nicht mehr nominiert.
Nach dem Ende seiner Zeit im Kongress arbeitete Henry Powers als Rechtsanwalt in Morrisville, wo er 1913 verstarb.